# Ancema cotoides
Ancema cotoides är en fjärilsart som beskrevs av Robert Christopher Tytler 1915. Ancema cotoides ingår i släktet Ancema och familjen juvelvingar. Inga underarter finns listade i Catalogue of Life.